# آنيا مونزيكوفا
آنيا جيناديفنا مونزيكوفا (بالإنجليزية: Anya Monzikova)‏ (الروسية: Аня Геннадиевна Монзикова؛ ولد 25 أغسطس 1984) عارضة أزياء وممثلة روسية أمريكية. كانت بدايتها مع عرض الأزياء عام 2006، اتجهت إلى التمثيل من خلال التلفزيون ولمع نجمها في السينما وقدمت عدة أدوار ثانوية، لكن شهرتها الكبرى جاءت بظهورها في فيلم الرجل الحديدي 2 عام 2010، وقد اختيرت من قبل مجلة «بيبول» من بين أجمل نساء العالم.

## وصلات خارجية
- آنيا مونزيكوفا على موقع IMDb (الإنجليزية)
- آنيا مونزيكوفا على موقع قاعدة بيانات الفيلم (الإنجليزية)
- Anya at Deal or No Deal
- HDNet Get Out! hosts